# Braun Miksa
Braun Miksa, névváltoztatás után: Bán Miksa (Magyarremete, 1894. április 1. – Budapest, Terézváros, 1954. január 14.) orvos, belgyógyász.

## Élete
Braun Mór és Róth Róza fiaként született. Egyetemi tanulmányait Kolozsváron, Bécsben és Budapesten végezte. 1917-ben avatták orvosdoktorrá. Előbb közkórházi alorvos, majd az Apponyi Poliklinika Belgyógyászati Osztályán tanársegéd volt. 1940 után magángyakorlatot folytatott. A Budapesti Orvosi Újság állandó munkatársa. Szaklapokban cikkei jelentek meg a gyomor, bél és az epe megbetegedéseivel, továbbá a belső szekrécióval kapcsolatos kérdésekről. A második világháború után családnevét Bánra magyarosította. Halálát szívkoszorú-érelmeszesedés okozta.
Első felesége Vajda-Schwemmer Erzsébet (1890–1933) volt, akivel 1919. január 11-én Budapesten, a Terézvárosban kötött házasságot. Esküvői tanúja Szerb Zsigmond volt. Miután megözvegyült, 1936. november 29-én Miskolcon nőül vette Grosz Klárát (1894–1978). Gyermekei Katalin és Erika.
A Kozma utcai izraelita temetőben nyugszik.

## Művei
- Az epeutak gyulladásos megbetegedéseinek therapiájához. (Gyógyászat, 1926, 26.)